# Geb
| G39 | b | A40 |

| G39 | b | A40 |

Geb (zvan i Seb ili Keb) je egipatski bog Zemlje, sin Tefnut i Šua. Muž je Nut - neba, otac Ozirisa, Izide, Seta i Neftis. Sa svojom sestrom blizankinjom Nut činio je drugi božanski par. No katkada se govorilo da je otac Raa, Sunca, i Thotha, Mjeseca, te su ga zvali "otac bogova". Suprotno grčkoj mitologiji, u Egiptu je Zemlja bila muški element, dok je u Grčkoj smatrana Majkom Zemljom.

## Geb i Nut
Prije stvaranja sadašnjeg svijeta Geb je bio čvrsto zagrljen s Nut. To se Ra nije sviđalo pa je naložio Šuu da ih razdvoji. Kad su se odvojili, stvoreni su prostor i svjetlo. Geb je  Zemlja, a njegovo tijelo, koje su prikazivali kako leži ispod Nut, poduprlo se na laktove savivši koljena pa je na površini zemlje stvorilo gore i doline. Zelene mrlje ili biljke što se u papirusima vide na njegovu tijelu simbolično su prikazivale njegov vid boga raslinja. Geba su katkada prikazivali kao gusku, Veliku gakušu, ili s guskom na glavi jer se govorilo da u tom obliku nosi jaja iz kojih se izleže sunce kao ptica Bennu. U drugo doba prikazivali su ga kao Nutina bika.

## Gebovo preuzimanje prijestolja
Uopćeno se mislilo da je Geb bio treći božanski kralj pošto je istisnuo svojega oca Šua. Oluje i tama, koje su došle nakon toga kako je Geb preoteo prijestolje i silovao svoju majku, trajale su devet dana, ali se tada razvedrilo, a Geb je bio priznat za kralja. Ipak je trpio zbog nezakonitog prisvajanja. Nakon sedamdeset i pet dana krenuo je na put da posjeti različite dijelove svoga kraljevstva, a na istoku je čuo za veliku hrabrost svojega oca i kako je Šu ojačao stavivši na glavu zmiju.
Geb je odlučio da i na svoju glavu stavi zmiju te je posegnuo da otvori škrinju u kojoj je bila zmija, ali je zmija odmah izdahnula smrtonosan otrov; to je ubilo sve Gebove pratioce, a Geb je bio opečen te ga je mučila vrućica. Nikakav lijek nije ga mogao izliječiti, pa su mu bogovi savjetovali da se obrati na Raov aart. Aart u kamenom kovčegu stavljen je na Gebovu glavu, a temperatura je popustila. Nekoliko godina kasnije, kad su aart oprali u svetom jezeru blizu Het Nebesa, pretvorio se u krokodila Sobeka i hitro skliznuo u vodu. Geb je sada želio da vlada po božanskom poretku koji su uspostavili njegovi predhodnici te je ispitivao svoje savjetnike o gradnji hramova, o ustanovljivanju naselja, o izgradnji gradova i zidova i o radovima navodnjavanja što ih je izvršio njegov otac.
Kad je naučio sve pojedinosti, Geb je izjavio da će ispraviti pustošenja do kojih je došlo za prošlih godina vladanja njegova oca baš kao što je Šu to nastojao u korist svoga oca Atuma. To je i učinio izgradivši još više gradova i uspostavljajući red i blagostanje. Kad je živio 1773 godine, Geb je odlučio da se povuče s položaja u korist Horusa i Seta. Međutim, zbog Setovog negodovanja, jer je želio da posjeduje cijelu kraljevinu, došlo je do dugotrajne svađe. Geb je preuzeo Thothovo mjesto kao glasnik i sudac u Raovu kraljevstvu. Katkad se govorilo da je Geb, a ne Ra, kao sudac koji je predsjedao raspravi o rješenju spora između Horusa i Seta dodijelio prijestolje Horusu. To je bila prva rasprava nakon što je Geb uzašao na nebo. Geb je bio i član Raove posade u sunčevoj lađi. Na uspomenu Gebova vještog vladanja na zemlji kraljevsko prijestolje bilo je poznato kao "Gebovo prijestolje".

## Vanjske poveznice
|  | Zajednički poslužitelj ima još gradiva o temi Geb |